# ناحیه مغنیه
ناحیه مغنیه (به عربی: دائرة مغنیة) یک ناحیه در الجزایر است که در استان تلمسان واقع شده‌است.